# Don Z. Zimmerman
Pour les articles homonymes, voir Zimmerman.
Don Zabriskie Zimmerman, né le 25 novembre 1903 à Eugene et mort le 11 mai 1983, est un aviateur et militaire américain.
Militaire dans l'United States Army puis dans l'United States Air Force, il participe à la Seconde Guerre mondiale et de la guerre de Corée.
Finissant sa carrière au grade de brigadier général, il est le premier doyen de l'United States Air Force Academy.